# Charles N'Tchoréré
Charles N'Tchoréré, né le 15 novembre 1896 à Libreville et mort le 7 juin 1940 à Airaines (France), est un officier français originaire du Gabon ayant servi dans l'armée française lors des deux guerres mondiales. Pendant la bataille de France, son unité est encerclée dans Airaines par la Wehrmacht et contrainte à la reddition après plusieurs heures de combat. Alors que les soldats allemands séparent les prisonniers blancs des noirs, considérés par les nazis comme des « Untermenschen » (« sous-hommes »), le capitaine s'insurge avec ses hommes et il meurt exécuté sur place d'une balle dans la tête.
Après sa mort, il devient un symbole de l'engagement et du sacrifice des troupes africaines au service de la France.

## Biographie

### Famille
Fils de notables gabonais de l'ethnie Myènè, Charles N'Tchoréré interrompt ses études dans des missions protestantes et catholiques (1904-1912) au Gabon (colonie française) et au Kamerun (colonie allemande), pour entrer dans la vie active. Alors que son père Charles est agent de commerce, il occupe un poste commercial au Kamerun.
Le général de Larminat, haut-commissaire de l’Afrique française libre et le colonel André Parant, gouverneur du Gabon, reçoivent la famille du capitaine N'Tchoréré pour lui rendre hommage après son décès, entre novembre 1940 et mars 1941 à Yaoundé (Cameroun).
Son fils, le caporal Jean-Baptiste N'Tchoréré du 2e régiment d'infanterie coloniale, né le 27 février 1917 à Libreville, est mortellement blessé sur le front de la Somme à Remiencourt. Il succombe à ses blessures, le 8 juin 1940. Il est inhumé au cimetière communal de Remiencourt,.

### Premières armes
À la déclaration de guerre en 1914, il quitte le Kamerun et rentre au Gabon. Il s'engage au service de la France et s’enrôle dans les tirailleurs sénégalais en 1916. Il y fait la preuve de sa valeur et est nommé sergent.
La Première Guerre mondiale terminée, il reste dans l'armée. Promu adjudant en 1919 au 4e régiment de tirailleurs sénégalais, il est affecté au 18e bataillon de tirailleurs sénégalais et stationné au Maroc de 1919 jusqu'en 1922.
Promu adjudant-chef, il est affecté au 73e bataillon de transition.
À l'issue d'une formation militaire à l'école des officiers d'outre-mer de Fréjus en 1922, d'où il sort major de promotion, il devient le 24 mars 1923 un des rares Africains à recevoir les épaulettes d'officier (sous-lieutenant) « à titre indigène ».
Il est alors affecté au sein du 14e régiment de tirailleurs coloniaux à Tarbes. N'Tchoréré sert ensuite au Levant français à la 7e compagnie du 17e régiment de tirailleurs coloniaux et il est blessé (à la mâchoire) au combat, le 31 juillet 1925, durant la révolte druze menée par le Sultan el-Atrache en Syrie.
Il est brièvement affecté au ministère de la guerre à Paris.
Revenu en Afrique fin 1925, il rejoint le camp de Kati au Soudan français au sein du 2e régiment de tirailleurs sénégalais. Il est alors le commandant de la Compagnie hors rang et de l'École des enfants de troupe.
Le ministre de la guerre Édouard Daladier rédige à son sujet un témoignage de satisfaction, 17 novembre 1925 : « A fait preuve de qualités de travail et d’intelligence, ainsi que du désir de perfectionner son instruction générale en publiant sur le Gabon, dont il est originaire, un travail très intéressant paru dans la Revue des troupes coloniales en 1925, ».
En 1926, le sous-lieutenant rejoint le 16e régiment de tirailleurs sénégalais à Montauban (Tarn-et-Garonne).
Il est nommé lieutenant « à titre indigène » en septembre 1926, puis nommé lieutenant « à titre français » en 1927.
Le lieutenant N'Tchoréré est muté en septembre 1927 au 23e régiment d'infanterie coloniale à Paris.
En 1931, il est muté pour servir en Afrique-Occidentale française.
N'Tchoréré est promu capitaine en 1933  et il est affecté au 1er régiment de tirailleurs sénégalais, à Saint-Louis (Sénégal) où il commande également l'École des enfants de troupe.
En 1936, alors en poste au 8e régiment de tirailleurs sénégalais, il est à nouveau affecté en Afrique-Occidentale française.

### Seconde Guerre mondiale
À la déclaration de guerre en septembre 1939, affecté au camp de Souge, près de Bordeaux, il demande à partir pour le front de la Somme avec un bataillon de volontaires gabonais, où il prend le commandement de la 5e compagnie du 2e bataillon aux ordres du commandant Seymour, du 53e régiment d’infanterie coloniale mixte sénégalais (53e RICMS), aux ordres du colonel Polidori.

#### Les combats d'Airaines des 5, 6 et 7 juin 1940
Charles N'Tchoréré est estimé des autres officiers et cadres européens placés sous son commandement. Sa compagnie est postée au centre d’un dispositif ayant pour mission de défendre la petite ville d’Airaines, située à 30 kilomètres à l'ouest d’Amiens, contre l’attaque des forces allemandes venues de la Belgique.
La 5e compagnie a constitué un point d’appui dans un groupe isolé de maisons, au nord du bourg. Le premier assaut allemand qui se produit le 5 juin est repoussé, ainsi qu'un second assaut le lendemain. Le 6 juin, la ville est contournée et encerclée par les Allemands, et subit un intense bombardement combiné de l’aviation et de l’artillerie ennemies, qui détruit presque entièrement la bourgade, mais sans briser la résistance des hommes de Charles N'Tchoréré.
Devant cette résistance inattendue, une délégation allemande se présente pour parlementer et tenter d’obtenir la reddition du bataillon qui défend Airaines, mais essuie un refus du commandant Seymour. Cet intermède est suivi de tentatives d’infiltration de l’infanterie légère allemande, qui est repoussée dans les bois par une contre-attaque de la compagnie du capitaine N'Tchoréré.
De nouveaux bombardements plus intenses s'abattent encore sur Airaines dans la nuit du 6 au 7 juin. Une nouvelle vague d'assaut allemande, appuyée par des chars, est pourtant à nouveau repoussée par la 5e compagnie. Celle-ci, toujours vaillante, oppose une résistance farouche, ayant mis huit panzers hors de combat.
À la suite d'une infiltration, les Allemands reviennent à l’assaut et parviennent à faire sauter le dépôt de munitions du bataillon. Privée de celles-ci, la position du bataillon devient intenable, aussi le commandant Seymour décide-t-il de tenter une sortie vers le sud, en brisant le dispositif d’encerclement. Le capitaine N'Tchoréré réclame l’honneur de rester sur place, afin de couvrir la retraite du bataillon, ce que le commandant Seymour accepte.
Pendant que les restes du bataillon forcent au sud le barrage ennemi, la 5e compagnie, restée seule en arrière-garde, subit l’assaut allemand au nord. C’est au moyen de lance-flammes que les soldats allemands réduisent, une à une, les dernières poches de résistance.
À 22 min, la 5e compagnie ne compte plus que quinze hommes valides : dix Africains et cinq Européens, dont les munitions sont épuisées. Ils ne peuvent plus que se rendre et hissent le drapeau blanc : le capitaine N'Tchoréré sort en tête des survivants.

#### Exécution
Les hommes du 25e régiment d'infanterie allemand séparent alors les Africains des Européens. Le capitaine N'Tchoréré refuse d’être considéré comme un « Untermensch » (« sous-homme ») et fait valoir sa qualité d’officier français. En dépit des vives protestations de ses camarades, et en violation de la Convention de Genève du 27 juillet 1929, les Allemands exécutent sommairement le capitaine N'Tchoréré d'une balle tirée derrière la tête. Les assassins ne provenaient pas d'une division SS, mais de la 7e division blindée allemande, sous les ordres d'Erwin Rommel. Son corps aurait ensuite été broyé sous les chenilles d’un char.

## Publications
- Rapport sur la promotion sociale des sous-officiers indigènes.
- « Le Gabon », in Revue des troupes coloniales, éditions Charles-Lavauzelle & Cie, p. 16-31 (n° 173 de janvier-février 1925)[19] et p. 157-178 (n° 174 de mars-avril 1925). Texte écrit à Tarbes le 18 février 1924 et présenté lors d'une conférence le 1er mars 1924.

## Hommages et distinctions

### Hommages et distinctions militaires
La carrière héroïque,
et la mort tragique du capitaine Charles N'Tchoréré sont devenues des symboles de l’engagement et du courage des 80 000 soldats africains français qui combattirent pour la France. Combattant volontaire, blessé au combat, titulaire de nombreuses décorations militaires et mort pour la France, Charles N'Tchoréré est l’auteur d’un rapport sur la promotion sociale des sous-officiers indigènes, qui a été adopté dans la plupart des unités africaines.

#### Décorations
- Croix de guerre des Théâtres d'opérations extérieurs avec étoile d'argent (11 décembre 1925), avec la citation suivante à l'ordre de la division : le général commandant provisoirement en chef l’armée du Levant cite à l’ordre de la division N’Tchorere, sous-lieutenant indigène à la 7e compagnie du 17e régiment de tirailleurs coloniaux : « Officier de valeur, d’une bravoure remarquable. A été grièvement blessé à la mâchoire au cours du combat du 30 au 31 juillet[22] » ;
- Chevalier de l'ordre de l'Étoile noire du Bénin (1926) ;
- Chevalier de la Légion d'honneur (31 décembre 1930)[23] ;
- Croix de guerre 1939–1945 avec étoile de vermeil ;
- Octobre 1940 : cité, à titre posthume, à l’ordre de la division : « Commandant de compagnie plein d’allant et de bravoure. Lors des combats des 5,6 et 7 juin 1940, a infligé à l’ennemi des pertes sérieuses. A donné à tous l’exemple du mépris du danger par son activité sous le feu de l’ennemi »[23] ;
- Déclaré Mort pour la France, par avis officiel de décès n°52977/EC/A2, le 24 mai 1943 ;
- Août 1954 : cité, à titre posthume, à l’ordre du corps d'armée : « Commandant de compagnie plein d’allant et de bravoure. Lors des combats des 5, 6 et 7 juin 1940, a infligé à l’ennemi des pertes sérieuses. A donné à tous l’exemple du mépris du danger par son activité sous le feu de l’ennemi. A trouvé une mort glorieuse au cours de l’action du 7 juin 1940 »[23].

#### Hommages militaires
- La promotion 1957-1959 de l’École de formation des officiers ressortissants des territoires d’outre-mer (EFORTOM, Fréjus) prend le nom de Capitaine N’Tchoréré[24].
- En 2014, la 198e session de l'Institut des hautes études de Défense nationale (IHEDN) choisit de prendre le nom de session « Capitaine Charles N'Tchoréré » pour rendre hommage à ce héros des deux guerres mondiales.
- Au Sénégal : À Saint-Louis-du-Sénégal le Prytanée militaire porte son nom depuis le cinquantenaire de l´école en 1973.

### Hommages civils
- En France :
- À la télévision
  - Frères d'armes, série télévisée historique de Rachid Bouchareb et Pascal Blanchard sur France 3 en 2016 : présentation de Charles N'Tchoréré par Rokhaya Diallo[25].[voir en ligne]
  - Charles Ntchoréré, un Africain face aux Nazis, film documentaire de Jacky Moiffo, 26 min, 2015.
- À la radio
  - Dans l'émission Mémoire d'un continent sur Radio France internationale, animée par le journaliste Alain Foka, diffusion le 1er juillet 2010 d'une édition spéciale sur les tirailleurs sénégalais et un focus sur le capitaine Charles N'Tchoréré, avec comme invité l'historien congolais, le professeur Elikia M'Bokolo.
- Dans les collectivités 
  - À Airaines (Somme) :
  - Une voie publique du bourg porte le nom « Avenue du Capitaine N'Tchoréré ».
  - Monument à la mémoire du capitaine N'Tchoréré et des combattants africains de l'armée française a été érigé. Ayant la forme d'un simple mur blanc il porte cette dédicace:

« Au capitaine N'Tchoréré mort héroïquement le 7 juin 1940 et à tous les combattants d'Afrique noire qui ont versé leur sang pour la France.
Ce monument a été érigé grâce à l'action militante de deux Picards, Albert Poiré et de son épouse Raymonde qui levèrent des fonds pour la construction du monument, inauguré le 7 juin 1965, en présence des autorités politiques et diplomatiques gabonaises, notamment Louis Bigman, Président de l’Assemblée nationale gabonaise, Georges Rawiri, ambassadeur du Gabon en France... ;

Hommages à Charles N'Tchoréré à Airaines
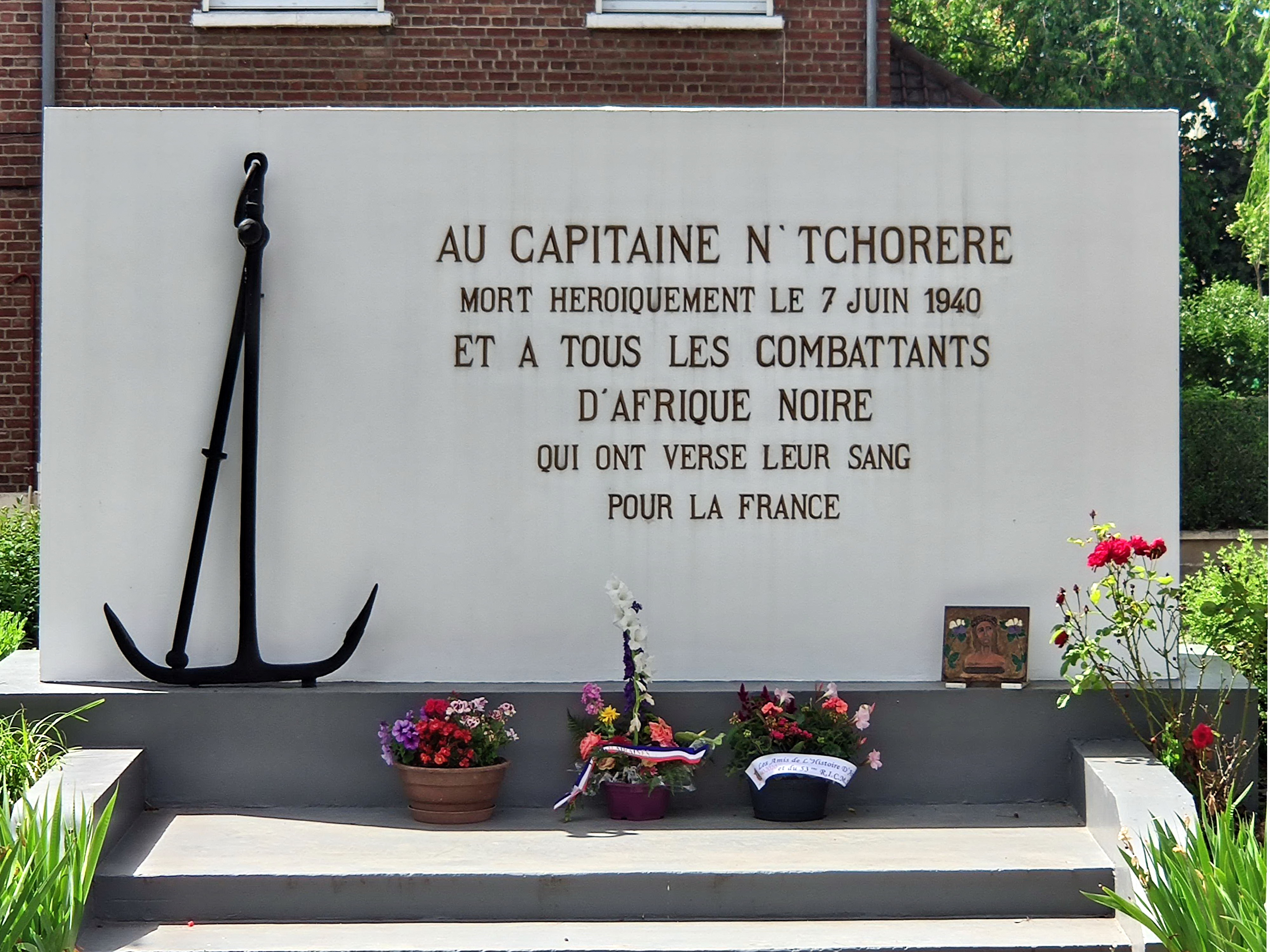
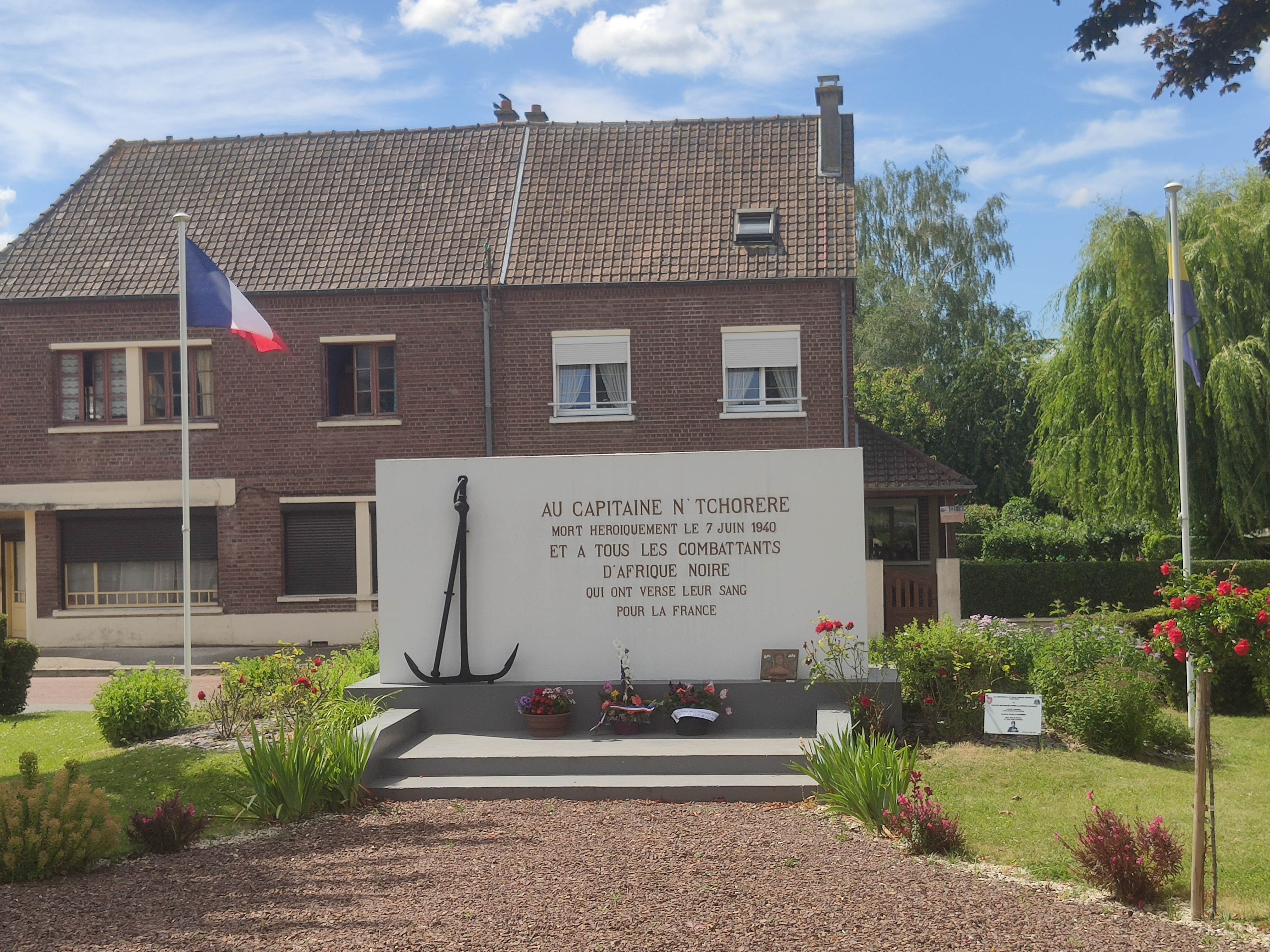
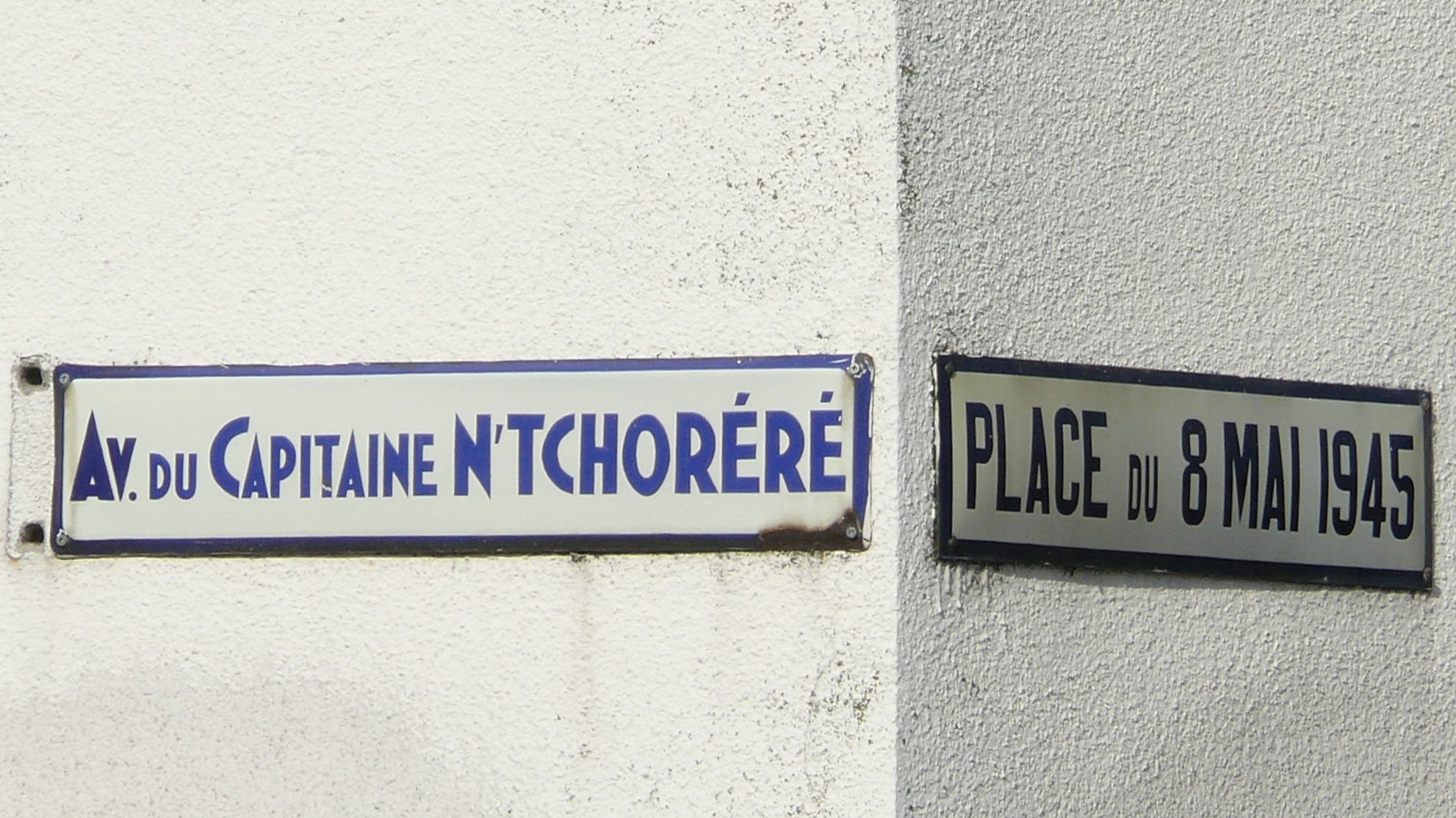

- Au Gabon : 
  - En 1962, un timbre poste gabonais à sa mémoire a été édité.
  - À Libreville, une statue du capitaine N'Tchoréré a été érigée dans le secteur Rénovation.
  - À Libreville, un collège-lycée s'appelle Capitaine N'Tchoréré.
  - En juin 2019, un roman historique, Remember Charles, sur la vie et la carrière du capitaine Charles N'Tchoréré, écrit par Steeve Robert Renombo, maître de conférence à l'université Omar Bongo de Libreville, a été publié aux éditions Descartes & Cie
  - Le documentaire Morts pour que tu restes Français, en hommage au capitaine Charles N'Tchoréré, a été réalisé en 2021 par Giorgio L'Afropolitain[27]
- Au Sénégal : 
  - En mars 2020, Steeve Robert Renombo, maître de conférences à l'université Omar Bongo, a prononcé à Dakar une conférence sur le thème : « Le capitaine Charles N'Tchoréré, itinéraire d'un enfant du Sénégal », à l'occasion du 80e anniversaire de sa mort. Puis une autre quelques jours après au Prytanée militaire de Saint-Louis-du-Sénégal.
- Au Cameroun :  
  - En septembre 2024, Christian Eboulé, journaliste à TV5 Monde, lui a consacré un roman. Inspiré du parcours du capitaine Charles N'Tchoréré. Le Testament de Charles retrace l'épopée d'une soldat noir qui s'engage au service de la France au cours des deux guerres mondiales. Il restitue l'itinéraire d'un enfant d'Afrique, témoin des bouleversements du siècle et entraîné dans le tourbillon de l'Histoire jusqu'à en perdre le sens de sa propre histoire[28].

### Sources primaires
- France d'abord, bimensuel diffusé à Brazzaville (Moyen-Congo), capitale de l’Afrique française libre, dans son n°5 (page 3), paru le 29 mars 1941, sous le titre « À la mémoire d’un brave », publie un compte rendu du service religieux célébré en la cathédrale de Brazzaville, à la mémoire du capitaine N’Tchoréré, en présence des « hautes autorités de l’AEF ».